# エリアス・ペレイラ
エリアス・イバン・ペレイラ（Elías Iván Pereyra, 1999年2月15日 - ）は、アルゼンチン・ブエノスアイレス州ゴンサレス・カタン出身のサッカー選手。CDゴドイ・クルス・アントニオ・トンバ所属。ポジションはDF。

## クラブ経歴
2007年にCAサン・ロレンソ・デ・アルマグロのユースアカデミーに入所。2017年にプロ契約を締結し、2018年にトップチームメンバーに登録。8月19日のCAラヌース戦でプロデビュー。
2020年1月18日、SLベンフィカへのローン移籍が発表され、傘下のSLベンフィカBに配属されることが決定。しかし、Bチームで2試合の出場に終わり、2020-21シーズン終了後にローン契約終了。
2020年8月12日、パネトリコスFCと3年契約を締結した。

## 代表歴
2019年にチリで開催された南米ユース選手権に、U-20アルゼンチン代表で出場した。

## 人物
- CAサン・ロレンソ・デ・アルマグロのユースアカデミーに所属していた2012年、ペレイラは白血病を発症した。しかし、ペレイラはこの重病を克服し、2017年にプロ契約を勝ち取った[3]。